# Mussla socken
Mussla var en socken i Frökinds härad i Västergötland. Den ingår nu i Falköpings kommun i den del av Västra Götalands län som tidigare ingick i Skaraborgs län.
Mussla uppgick någon före 1540 i Börstigs socken. Kyrkan, nu Mussla kyrkoruin, låg 3 kilometer nordost om Börstigs kyrka.

## Mussla kyrkoruin

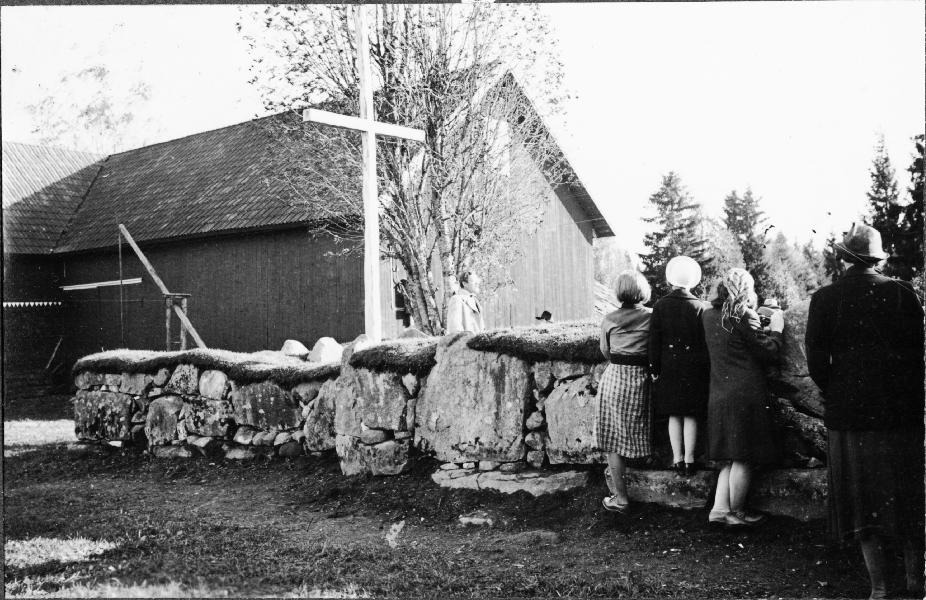
Kyrkoruinen efter utgrävning och restaurering.
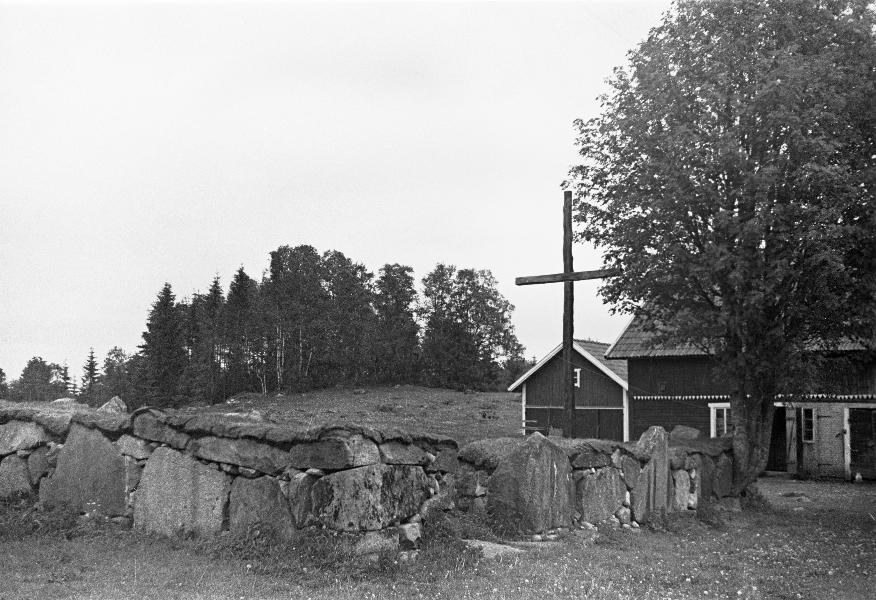
Foto: RAÄ / Falbygdens museum